# Paradiestrammena enata
Paradiestrammena enata är en insektsart som beskrevs av Andrej Vasiljevitj Gorochov 2002. Paradiestrammena enata ingår i släktet Paradiestrammena och familjen grottvårtbitare. Inga underarter finns listade i Catalogue of Life.